# Entak
Entak is een bestuurslaag in het regentschap Kebumen van de provincie Midden-Java, Indonesië. Entak telt 2013 inwoners (volkstelling 2010).